# Gare d'Aubergenville-Élisabethville
La gare d'Aubergenville-Élisabethville est une gare ferroviaire française de la ligne de Paris-Saint-Lazare au Havre. Elle est située rue de la gare, à proximité d'Élisabethville, sur le territoire de la commune d'Aubergenville, dans le département des Yvelines et la région Île-de-France.
Halte créée en 1891 par la compagnie des chemins de fer de l'Ouest, développée en gare par l'Administration des chemins de fer de l'État au début des années 1930. C'est une gare de la Société nationale des chemins de fer français (SNCF) desservie par des trains de la ligne J du Transilien. Un chantier de rénovation a été ouvert en 2017 ; il est prévu qu'il se termine par le remplacement de la ligne J par la ligne E du RER d'Île-de-France en 2026.

## Situation ferroviaire
Établie à 25 mètres d'altitude, la gare d'Aubergenville-Élisabethville est située au point kilométrique (PK) 45,565 de la ligne de Paris-Saint-Lazare au Havre, entre la gare des Mureaux et celle d'Épône - Mézières.

## Histoire

### Halte d'Aubergenville
La halte d'Aubergenville, située sur la ligne de Paris au Havre (par Poissy), est mise en service en 1891 par la compagnie des chemins de fer de l'Ouest. Le 1er juillet 1893, elle est « ouverte au service des voyageurs, des bagages, des articles de messageries, des marchandises à grande vitesse et des chiens de ou pour tous les points du réseau ». À cette occasion la compagnie met en vente des billets aller et retour avec pour gares de départ et de destination Paris et Aubergenville (h.).

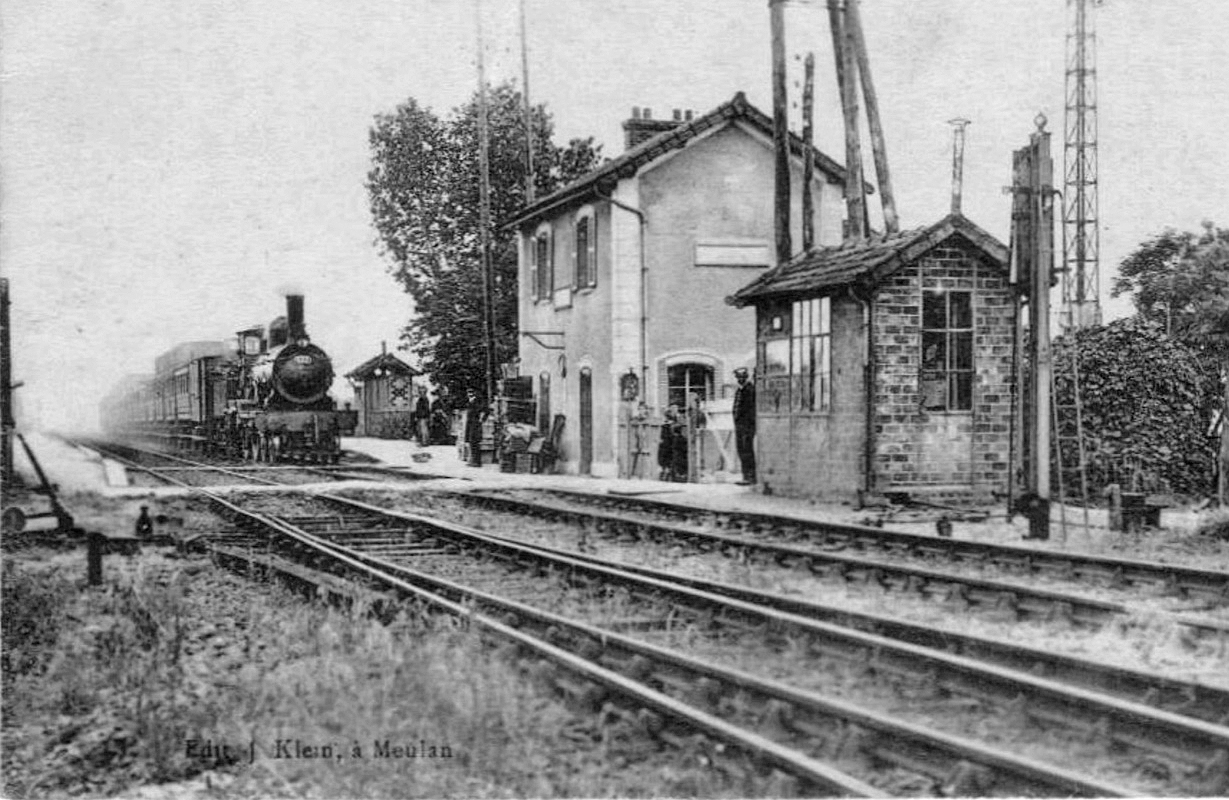
La halte vers 1920.

Le 1er juillet 1897, la halte est ouverte « au service de la petite vitesse pour les marchandises expédiées par wagon complet, manutentionnées à découvert et en débord par le commerce ».
En 1921, a lieu la fondation de la cité-jardin d'Élisabethville, située entre la Seine et la halte.
Le conseil municipal d'Aubergenville délibère le 14 décembre 1929 sur une demande d'autorisation d'un emprunt de 14 500 fr pour payer une subvention à l'Administration des chemins de fer de l'État afin de réaliser l'éclairage électrique de la halte. Un décret du président de la République, en date du 22 novembre 1930, autorise cette opération et en précise les modalités.

### Gare d'Aubergenville-Élisabethville
La halte devient une gare et est renommée, Aubergenville-Élisabethville, à une date indéterminée mais cette modification est due au développement du quartier d'Élisabethville et des activités touristiques associées. En 1935, l'Administration des chemins de fer de l'État met en vente des billets « spéciaux d'aller et retour à prix très réduits » pour les dimanches et fêtes ; dans ce cadre, on peut notamment se rendre pour 10 francs aller-retour, en 3e classe, de la gare de Paris-Saint-Lazare à la « gare d'Aubergenville-Élisabethville » et vice-versa.
De 1950 à 1952, est construite l'usine Renault de Flins, due à l'architecte Bernard Zehrfuss, à proximité de la gare qui la dessert. L'usine dispose d'un embranchement avec la ligne du chemin de fer. En 1968, il est prévu d'agrandir la gare.

## Fréquentation
De 2015 à 2023, selon les estimations de la SNCF, la fréquentation annuelle de la gare s'élève aux nombres indiqués dans le tableau ci-dessous.
| Année     | 2015      | 2016      | 2017      | 2018      | 2019      | 2020    | 2021      | 2022      | 2023      |
| --------- | --------- | --------- | --------- | --------- | --------- | ------- | --------- | --------- | --------- |
| Voyageurs | 1 502 962 | 1 612 926 | 1 723 706 | 1 801 226 | 1 900 062 | 988 132 | 1 266 548 | 1 580 464 | 1 683 413 |

## Service des voyageurs

### Accueil
Elle est accessible par la rue de la gare. C'est une gare Transilien SNCF, ouverte tous les jours, y compris les jours fériés, de 6 h 10 à 1 h 15. Elle dispose d'un bâtiment voyageurs avec un guichet Transilien ouvert le lundi de 6 h 30 à 9 h 30 et les mercredi et vendredi de 16 h 30 à 19 h 30. Elle est équipée d'une borne Transilien située à l'extérieur du bâtiment,.

### Desserte

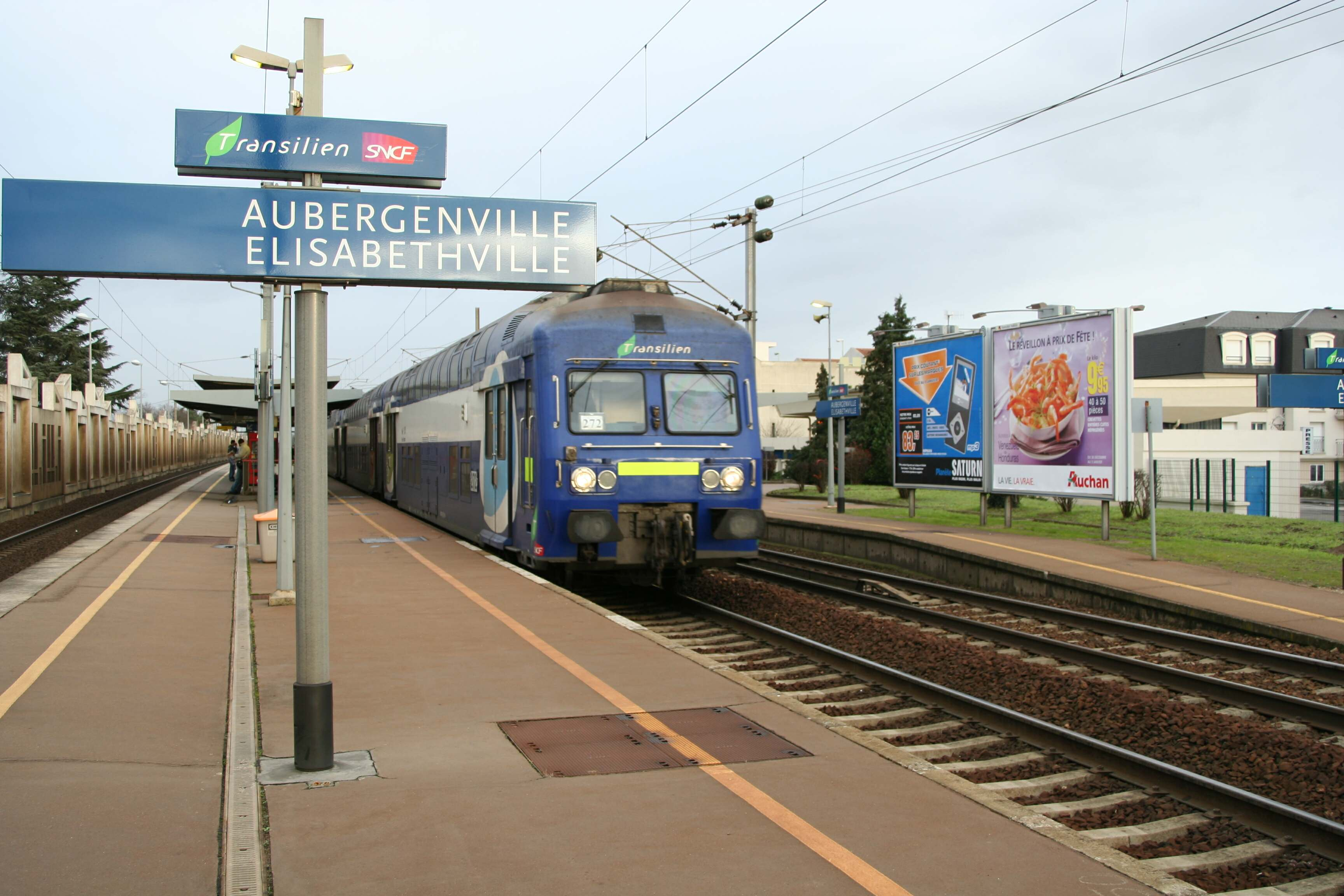
Vue des quais.

La gare est desservie par les trains de la ligne J du Transilien (réseau de Paris-Saint-Lazare), à raison d'un train toutes les 30 minutes pendant les heures creuses et d'un train toutes les 20 minutes pendant les heures de pointe.

### Intermodalité
Elle dispose de places de parking pour les véhicules.
La gare est desservie par des bus de la ligne 28 du réseau de bus Centre et Sud Yvelines, de la ligne 93 du réseau de bus de Poissy - Les Mureaux et par les lignes 40, 41, 42, 43 et Soirée Aubergenville-Élisabethville du réseau de bus du Mantois.

## Projet et travaux

### Projet
Dans le cadre du projet de remplacement de la ligne J par le prolongement de la ligne E du RER fin 2026, des travaux sur les infrastructures de la ligne et des gares débutent en 2017, notamment en gare d'Aubergenville-Élisabethville.

### Travaux réalisés
En 2018, les quais sont rehaussés et allongés, les abris sont modernisés, un nouvel abri est édifié sur le quai 2, les quais 1 et 2 sont équipés d'ascenseurs et la modernisation des voies et de la signalisation est entreprise ; en 2020, est réalisée l'accessibilité du quai 1 avec la création d'une rampe entre ce quai et le bâtiment voyageurs.

### Travaux programmés
Prévus pour une durée d'un an (jusqu'au printemps 2023), les travaux programmés concernent notamment le bâtiment voyageurs, avec un agrandissement et un réaménagement du hall, l'accès secondaire, les locaux des agents de la gare et la mise en place d'un abri Véligo.

## Dans la culture populaire
La gare est visible à plusieurs reprises, dans son état de 1973, dans le film Elle court, elle court la banlieue réalisé par Gérard Pirès et avec les actrices Marthe Keller et Nathalie Courval qui jouent les rôles de personnages pendulaires qui font le trajet quotidien entre Aubergenville et Paris en utilisant le train depuis la gare d’Aubergenville-Élisabethville.